# هويل إم. إستس الثاني
هويل إم. إستس الثاني (بالإنجليزية: Howell M. Estes II)‏ هو ضابط أمريكي، ولد في 18 سبتمبر 1914 في فورت أغليثورب في الولايات المتحدة، وتوفي في 2 يوليو 2007 في بيثيسدا في الولايات المتحدة بسبب نوبة قلبية.